# FAN
『FAN』（ファン、Fantastic Amusement Night）は、1995年4月14日から1998年9月25日まで、日本テレビ系列で毎週金曜23:00 - 23:30（JST）に放送された、日本テレビ制作の音楽番組。カネボウの一社提供でもある。
1990年10月より金曜23時台前半に編成されていた、ニュース番組『NNNきょうの出来事』を30分繰り下げる形でスタートした番組であり、本番組以降の同時間帯は2025年現在まで原則として、報道番組以外の番組枠として定着することとなる。また本番組の終了後には、同じカネボウ一社提供による音楽番組『FUN』が後番組に充てられた。

## ナビゲーター
- 時任三郎（1995年4月 - 1997年3月） - 初代ナビゲーター。声のみの出演。
- 永井美奈子（1997年4月 - 1998年9月） - 2代目ナビゲーター。

## スタッフ
- 構成：木崎徹、白木礼司
- SW：秋山真
- CAM：木村博靖
- 調整：中鉢加奈子
- 音声：村上正
- 照明：佐野利喜男、鈴木千絵
- 音効：岡崎宏
- 編集：関井昭男（RVC）
- MA：林光伸（RVC）
- 美術：山浦俊夫
- デザイン：道勧英樹、中村桂子
- 美術進行：有尾達郎
- 大道具：三宅武士
- 電飾：関口信彦
- オブジェ：八谷明彦
- 広報：大関雅人
- ステージング：土居甫
- ディレクター：寺内壮、尾高賢哉
- TK：池田佳寿子
- 演出・プロデューサー → チーフプロデューサー：増田一穂
- チーフプロデューサー：渡辺弘 → 吉岡正敏
- 制作著作：日本テレビ